# Veddige socken
Veddige socken i Halland ingick i Viske härad, ingår sedan 1971 i Varbergs kommun och motsvarar från 2016 Veddige distrikt.
Socknens areal är 81,33 kvadratkilometer, varav 77,07 land. År 2000 fanns här 3 095 invånare. Tätorten Veddige med sockenkyrkan Veddige kyrka ligger i socknen.  

## Administrativ historik
Veddige socken har medeltida ursprung.
Vid kommunreformen 1862 övergick socknens ansvar för de kyrkliga frågorna till Veddige församling och för de borgerliga frågorna till Veddige landskommun. Landskommunen utökades 1952 och uppgick 1971 i Varbergs kommun. Församlingen utökades 2006 och uppgick 2012 i Veddige-Kungsäters församling.
1 januari 2016 inrättades distriktet Veddige, med samma omfattning som församlingen hade 1999/2000.  
Socknen har tillhört fögderier och domsagor enligt Viske härad. De indelta båtsmännen tillhörde Norra Hallands första båtsmanskompani.

## Geografi och natur
Veddige socken ligger kring Viskan. Socknen består av dalbygd kring Viskan och kuperad skogsbygd däromkring. Största insjö är Stora Hornsjön som delas med Idala och Frillesås socknar i Kungsbacka kommun samt Horreds socken i Marks kommun.
Hjörne naturreservat är ett kommunalt naturreservat.
Sätesgårdar var Björkholms säteri och Jonsjö säteri.

## Fornlämningar
Från stenåldern finns cirka 50 boplatser, en gånggrift och två hällkistor. Från bronsåldern finns några stora högar, gravrösen och skålgropstenar.

### Danskestenarna
På en plats 60–70 meter över havet, där någon kvarn knappast kunde ha legat långt från bebyggelse finns i skogen 10–20 kvarnstenar. En man som kände till stenarnas historia har berättat att de i folkmun kallats ”danskestenar”, då de ansågs huggna av danskar under medeltiden, när Halland, Skåne och Blekinge tillhörde Danmark. Åsbro vid Viskan kan ha varit platsen för utskeppning till det danska moderlandet, där sten för ändamålet saknas och möjligen var det munkarna vid Ås kloster som initierade tillverkningen av kvarnstenar. Omkring 700 kvarnstenar har dokumenterats och uppskattningsvis finns ytterligare 300.
Lämningarna är sannolikt resterna av en omfattande äldre "stenindustri". Hundratals, ja kanske tusentals misslyckade eller av andra skäl ofullbordade kvarnstenar finns kvar i nämnda skogsområden, av såväl handkvarns- som skvaltkvarnsstorlek. Gropar i urberget och mängder av skrotsten bär samma vittnesbörd. Mängden färdiga stenar som ej tagits till vara tyder på att verksamheten fått ett plötsligt slut, möjligen i samband med freden i Brömsebro 1645, då svenska stentillverkare kan ha tagit över.

## Namnet
Namnet (1378 Wyghöghä) kommer från kyrkbyn. Förleden kan innehålla vig, 'strid; dråp', den senare formen Vedd (Wid(h)) kommer från 'with, 'skog'. Efterleden är hög, gravhög.

## Befolkningsutveckling
| Befolkningsutvecklingen i Veddige socken 1750–1990                                                      | Befolkningsutvecklingen i Veddige socken 1750–1990 | Befolkningsutvecklingen i Veddige socken 1750–1990 | Befolkningsutvecklingen i Veddige socken 1750–1990 | Befolkningsutvecklingen i Veddige socken 1750–1990 |
| --- | -------------------------------------------------- | -------------------------------------------------- | -------------------------------------------------- | -------------------------------------------------- |
| |                                                    |                                                    |                                                    |                                                    |
| År |                                                    |                                                    | Folkmängd                                          |                                                    |
| 1750 | 1750                                               |                                                    | 1 092                                              |                                                    |
| 1760 | 1760                                               |                                                    | 1 170                                              |                                                    |
| 1769 | 1769                                               |                                                    | 1 211                                              |                                                    |
| 1780 | 1780                                               |                                                    | 1 321                                              |                                                    |
| 1790 | 1790                                               |                                                    | 1 270                                              |                                                    |
| 1800 | 1800                                               |                                                    | 1 285                                              |                                                    |
| 1810 | 1810                                               |                                                    | 1 319                                              |                                                    |
| 1820 | 1820                                               |                                                    | 1 515                                              |                                                    |
| 1830 | 1830                                               |                                                    | 1 710                                              |                                                    |
| 1840 | 1840                                               |                                                    | 1 882                                              |                                                    |
| 1850 | 1850                                               |                                                    | 2 072                                              |                                                    |
| 1860 | 1860                                               |                                                    | 2 359                                              |                                                    |
| 1870 | 1870                                               |                                                    | 2 376                                              |                                                    |
| 1880 | 1880                                               |                                                    | 2 261                                              |                                                    |
| 1890 | 1890                                               |                                                    | 2 081                                              |                                                    |
| 1900 | 1900                                               |                                                    | 1 930                                              |                                                    |
| 1910 | 1910                                               |                                                    | 1 675                                              |                                                    |
| 1920 | 1920                                               |                                                    | 1 768                                              |                                                    |
| 1930 | 1930                                               |                                                    | 1 760                                              |                                                    |
| 1940 | 1940                                               |                                                    | 1 768                                              |                                                    |
| 1950 | 1950                                               |                                                    | 1 743                                              |                                                    |
| 1960 | 1960                                               |                                                    | 1 739                                              |                                                    |
| 1970 | 1970                                               |                                                    | 2 148                                              |                                                    |
| 1980 | 1980                                               |                                                    | 2 883                                              |                                                    |
| 1990 | 1990                                               |                                                    | 3 166                                              |                                                    |
| Anm: Källor: Umeå universitet - Tabellverket 1749-1859, Demografiska databasen, CEDAR, Umeå universitet |                                                    |                                                    |                                                    |                                                    |